# Космонавтика Росії

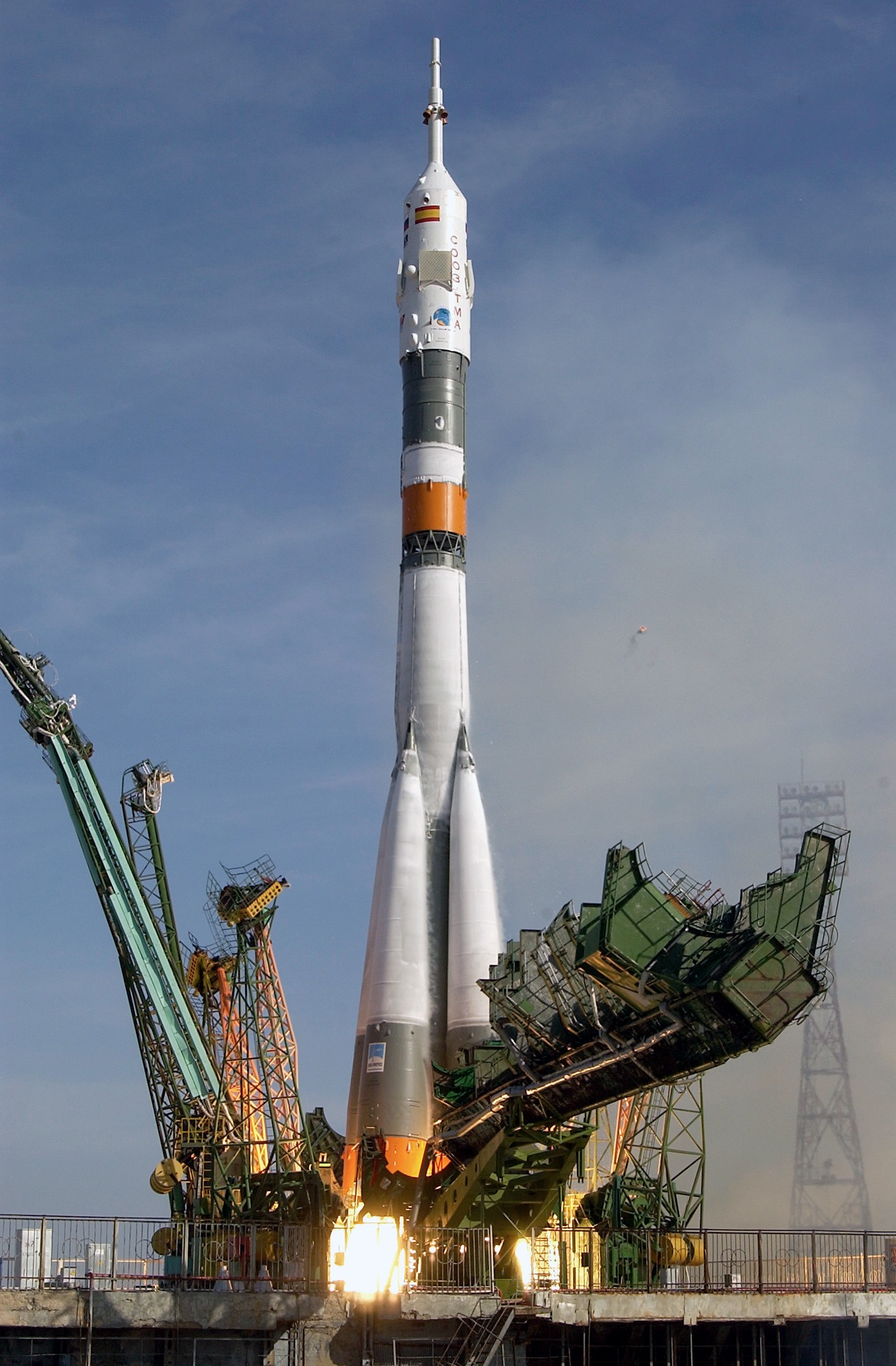

Космонавтика Росії — сукупна діяльність в Російській Федерації в сфері надання космічних послуг, а також в космічній промисловості Росії.

## Поточний стан

### Пілотовані космічні програми
- «Міжнародна космічна станція» (МКС) — пілотована орбітальна станція, використовувана як багатоцільовий космічний дослідницький комплекс.
- «Союз-ТМА» — транспортний пілотований корабель, на 2016 є єдиним космічним кораблем, що доставляє екіпажі на МКС і з МКС на Землю.

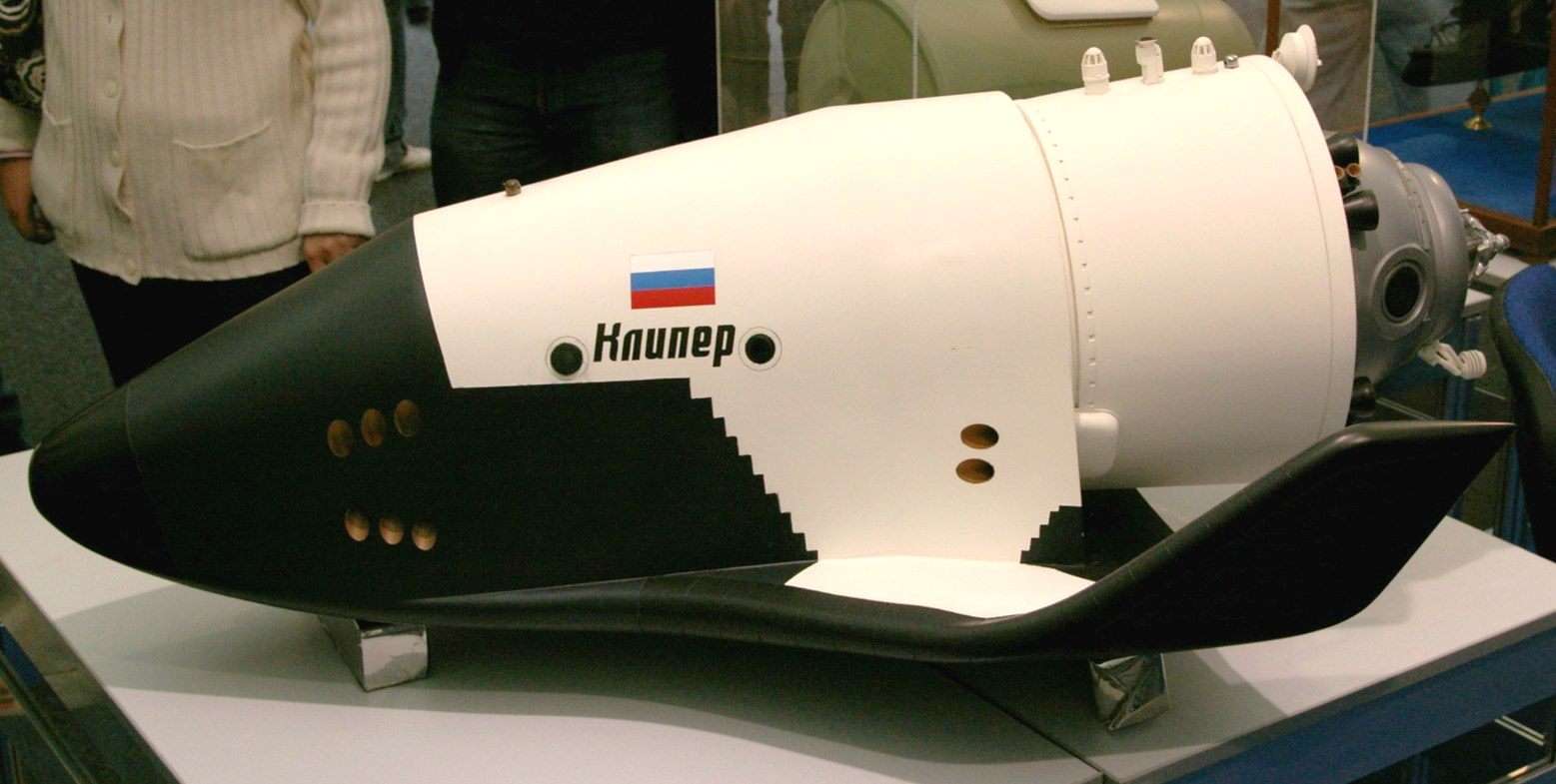
Макет корабля «Кліпер», запуск планувався на 2013 рік, проєкт не реалізований

### Перспективні проєкти
- «Русь-М» — проєкт російських ракет-носіїв; розробку вів РКЦ «Прогрес». Проєкт закритий в 2011 році.
- «Федерація» — пілотований російський транспортний космічний корабель; розробку веде РКК «Енергія»[1]. Не реалізований.
- «Кліпер» — багаторазовий космічний літальний апарат; розробку веде РКК «Енергія». Передбачалося, що перший політ відбудеться у 2013 році, введення в експлуатацію відбудеться в 2015 році[2]. Не реалізований.
- «Ангара» — сімейство розроблюваних ракет-носіїв модульного типу. Передбачалося, що перший політ відбудеться у 2005 році. Реалізований з запізненням, перший політ відбувся в червні 2014.

### Проблеми російської космонавтики
В червні 2011 року Володимир Путін, тоді — Прем'єр-Міністр Росії, заявив, що в 2013 році почнуться випробування нової ракети-носія «Ангара», в 2015 почнуть випробовувати «Русь-М», в 2018-м, можливо, відбудеться перший пілотований політ з нового космодрому «Східний», будівництво якого розпочато влітку 2011 року.
Останнє десятиріччя космонавтика в Росії стикається з серією аварій, які є наслідком загального занепаду космічної індустрії в Росії:
- втрата технологій та культури виробництва, як приклад, в березні 2017 було оголошено, що Воронезький механічний завод (ВМЗ) має здійснити повторне складання 71 дефектного двигуна для ракет-носіїв «Протон-М» — практично всі наявні двигуни[5];
- Росія не має жодного чинного космічного апарата за межами навколоземної орбіти. За останні роки були зроблені всього 2 спроби, обидві вони завершилися невдачею;
- Відсутній повністю незалежний доступ в космос — стартовий комплекс для ракет «Союз» на космодромі «Восточний». Запуски пілотованих кораблів Росія можна проводити тільки з космодрому Байконур на території Казахстану;
- Не до кінця вирішені проблеми із забезпеченням створення космічних апаратів повністю російською елементною базою гідної якості;
- Відсутнє систематичне фінансування космічної освіти (студентських супутників тощо), що є в США і ЄЕС;
- Система наземних пунктів управління космічними апаратами не забезпечує хоча б частину глобального покриття, особливо в південній півкулі. Хоча проблема значною мірою втратила гостроту з приєднанням Криму і, відповідно, Центру далекого космічного зв'язку в Євпаторії, але пов'язані з цим незручності, проте, залишаються ще з часів СРСР.
- Через високі широти запуски на орбіти з низькими похилом (екваторіальні і близькі до них) вимагають багато палива. Найбільше економічно вигідний космодром з використовуваних Росією — на території Казахстану.

Загалом, Росія останнім часом не в змозі підтримувати науково-технічний потенціал галузі, отриманий з часів СРСР.